# ياسمينة شيباح
ياسمينة شيباح هي لاعبة ريشة طائرة جزائرية.

## المشاركات والميداليات
شاركت ياسمينة شيباح في دورة الألعاب العربية التي أقيمت عام 2023 في العاصمة الجزائرية الجزائر حيث تمكنت من حصد الميدالية الذهبية في منافسات زوجي السيدات برفقة زميلتها ليندا مازري بعدما فازتا في المباراة النهائية على اللاعبتين الجزائريتين هالة بوكساني وتانينة معمري بمجموعتين مقابل مجموعة واحدة (21-17، 14-21، 21-18)، ويوضح الجدول التالي أهم المُسابقات والبطولات التي شاركت فيها ياسمينة شيباح، وأبرز الميداليات والألقاب التي حققتها في البطولات والمسابقات المختلفة:
| العام | المسابقة                             | المكان                   | المنافسات              | الترتيب/الميدالية                   | ملاحظات |
| ----- | ------------------------------------ | ------------------------ | ---------------------- | ----------------------------------- | --- |
| 2021  | كأس العرب للريشة الطائرة             | مدينة حمد، البحرين       | منافسات الزوجي المختلط | المركز الثالث (الميدالية البرونزية) | فازت بالمركز الثالث برفقة زميلها محمد عبد العزيز |
| 2022  | دورة ألعاب البحر الأبيض المتوسط      | وهران، الجزائر           | منافسات فردي السيدات   | لم تتأهل                            | خرجت من الدور ثمن النهائي |
| 2023  | بطولة إفريقيا للريشة الطائرة         | بينوني، جنوب إفريقيا     | منافسات زوجي السيدات   | المركز الثاني (الميدالية الفضية)    | خسرت في المباراة النهائية برفقة زميلتها ليندا مازري أمام اللاعبتين الجنوب إفريقيتين إمي أكيرمان وديدر لورنس بمجموعتين مقابل لا شيء (21-19، 21-12)              |
| 2023  | بطولة الجزائر الدولية للريشة الطائرة | الجزائر العاصمة، الجزائر | منافسات زوجي السيدات   | المركز الثاني (الميدالية الفضية)    | خسرت في المباراة النهائية برفقة زميلتها ليندا مازري أمام اللاعبتين الجنوب إفريقيتين إمي أكيرمان وديدر لورنس بمجموعتين مقابل لا شيء (21-19، 21-12)              |
| 2023  | بطولة مصر الدولية للريشة الطائرة     | القاهرة، مصر             | منافسات زوجي السيدات   | المركز الأول (الميدالية الذهبية)    | فازت في المباراة النهائية برفقة زميلتها ليندا مازري على اللاعبتين الألمانيتين جوليا ماير ولونا ميكالسكي بمجموعتين مقابل مجموعة واحدة (21-19، (11--21) ، 21-12) |
| 2023  | دورة الألعاب العربية                 | الجزائر العاصمة، الجزائر | منافسات زوجي السيدات   | المركز الأول (الميدالية الذهبية)    | فازت في المباراة النهائية برفقة زميلتها ليندا مازري اللاعبتين الجزائريتين هالة بوكساني وتانينة معمري بمجموعتين مقابل مجموعة واحدة (21-17، 14-21، 21-18)        |